# Jelcz L090M

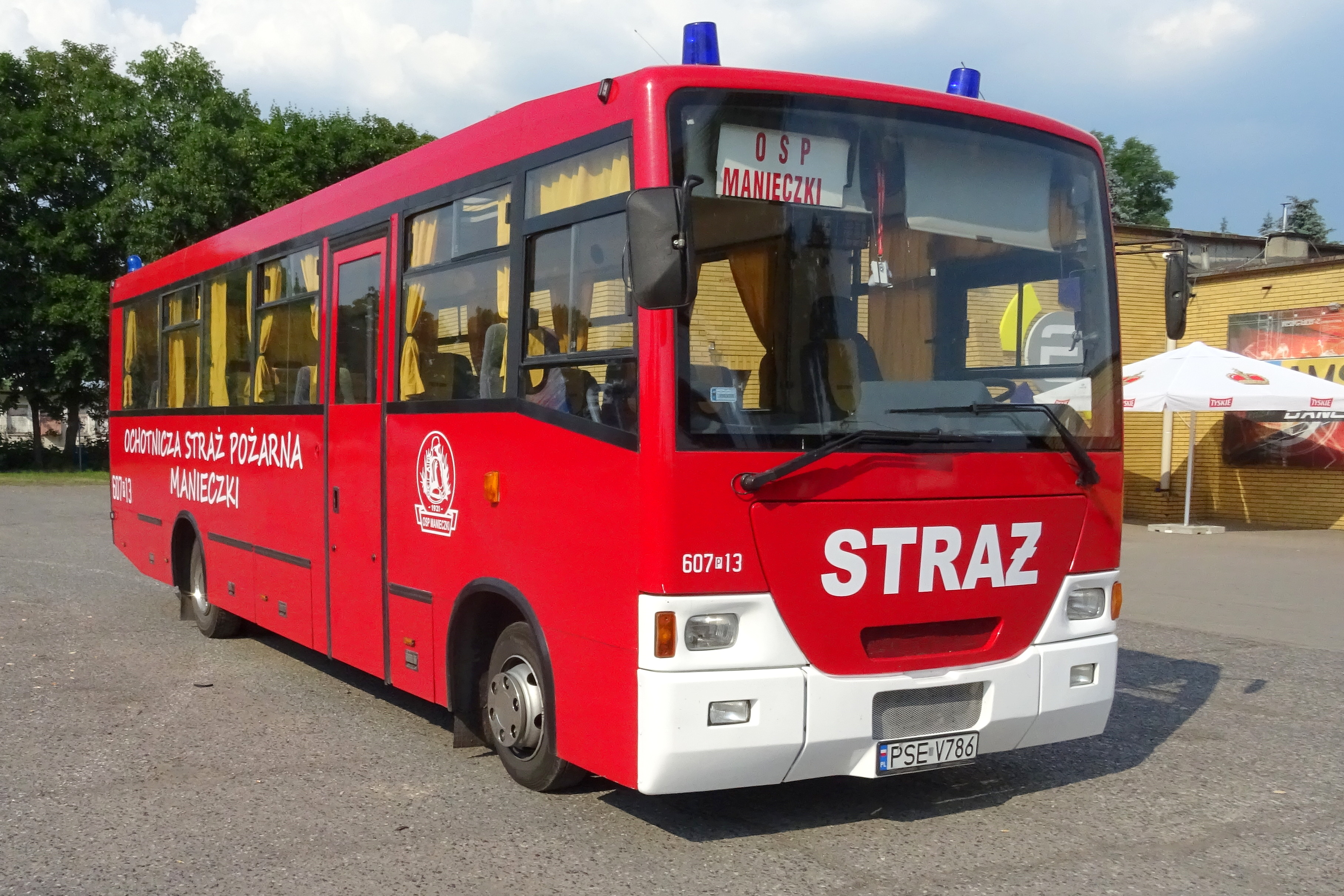
Пожарный автобус

Jelcz L090M — городской автобус малого класса, выпускаемый польской компанией Jelcz в 1999—2006 годах.

## История
Автобус Jelcz L090M впервые был представлен в 1999 году. Он базирован на шасси грузовика Star 12.155 и оснащён дизельным двигателем внутреннего сгорания MAN D0824LFL09 мощностью 155 л. с. Кузов идентичен модели Jelcz T120. Автобус производился под видом школьного или городского.
В 2004 году автобус был модернизирован. Он оснащался дизельным двигателем внутреннего сгорания MAN D0834LF03 мощностью 179 л. с.
В сентябре 2006 года автобус был снят с производства.